# Vildkatten
Vildkatten (originaltitel The Best Bad Man) er en amerikansk stumfilm fra 1925 instrueret af John G. Blystone.

## Medvirkende
- Tom Mix som Hugh Nichols
- Clara Bow som Peggy Swain
- Cyril Chadwick som Frank Dunlap
- Paul Panzer
- Judy King som Molly Jones
- Tony the Wonder Horse
- Buster Gardner som Hank Smith